# Henri Raichi
Henri Raichi est un directeur de la photographie français né à Villeneuve-Loubet le 7 août 1917 et mort le 14 novembre 2002 à Paris.

## Filmographie
Cadreur
- 1952 : La Vérité sur Bébé Donge d'Henri Decoin
- 1952 : La Demoiselle et son revenant de Marc Allégret
- 1953 : Mon gosse de père de Léon Mathot
- 1953 : La Route Napoléon de Jean Delannoy
- 1953 : L'Envers du paradis d'Edmond T. Gréville
- 1955 : La Madone des sleepings d'Henri Diamant-Berger
- 1956 : Un condamné à mort s'est échappé de Robert Bresson
- 1956 : Vous pigez ? de Pierre Chevalier
- 1956 : Mon curé chez les pauvres d'Henri Diamant-Berger
- 1957 : Les Fanatiques d'Alex Joffé
- 1958 : Cette nuit-là de Maurice Cazeneuve
- 1959 : Pickpocket de Robert Bresson
- 1960 : Le Testament d'Orphée de Jean Cocteau

Directeur de la photographie
- 1960 : Zazie dans le métro de Louis Malle
- 1962 : La Dénonciation, de Jacques Doniol-Valcroze
- 1962 : Le Reflux, de Paul Gégauff
- 1963 : Ils ont tué Jaurès, de Jean-Paul Bellsolell
- 1963 : La Bande à Bobo, de Tony Saytor
- 1965 : Dis-moi qui tuer, d'Étienne Périer
- 1965 : L'Or du duc, de Jacques Baratier et Bernard Toublanc-Michel
- 1965 : Le Reflux, de Paul Gégauff
- 1966 : L'Homme de Marrakech, de Jacques Deray
- 1967 : Le Rouge et le Bleu de Claude Jaeger (court métrage)
- 1967 : Le Vicomte règle ses comptes, de Maurice Cloche
- 1967 : Des garçons et des filles, d'Étienne Périer
- 1973 : Prêtres interdits, de Denys de la Patellière
- 1974 : Gross Paris, de Gilles Grangier
- 1975 : Les Grands Détectives, série, épisode L'inspecteur Wens : Six hommes morts de Jacques Nahum
- 1975 : Les Grands Détectives de Jean Herman, épisode : Rendez-vous dans les ténèbres
- 1975 : Les Grands Détectives de Jean Herman, épisode : Monsieur Lecoq
- 1975 : Les Grands Détectives, épisode : La Lettre volée d'Alexandre Astruc, d'après Edgar Allan Poe.